# Суховоля
Суховоля (пол. Suchowola)  —  город  в Польше, входит в Подляское воеводство,  Сокульский повят.  Имеет статус городско-сельской гмины. Занимает площадь 25,95 км². Население — 2278 человек (на 2004 год).

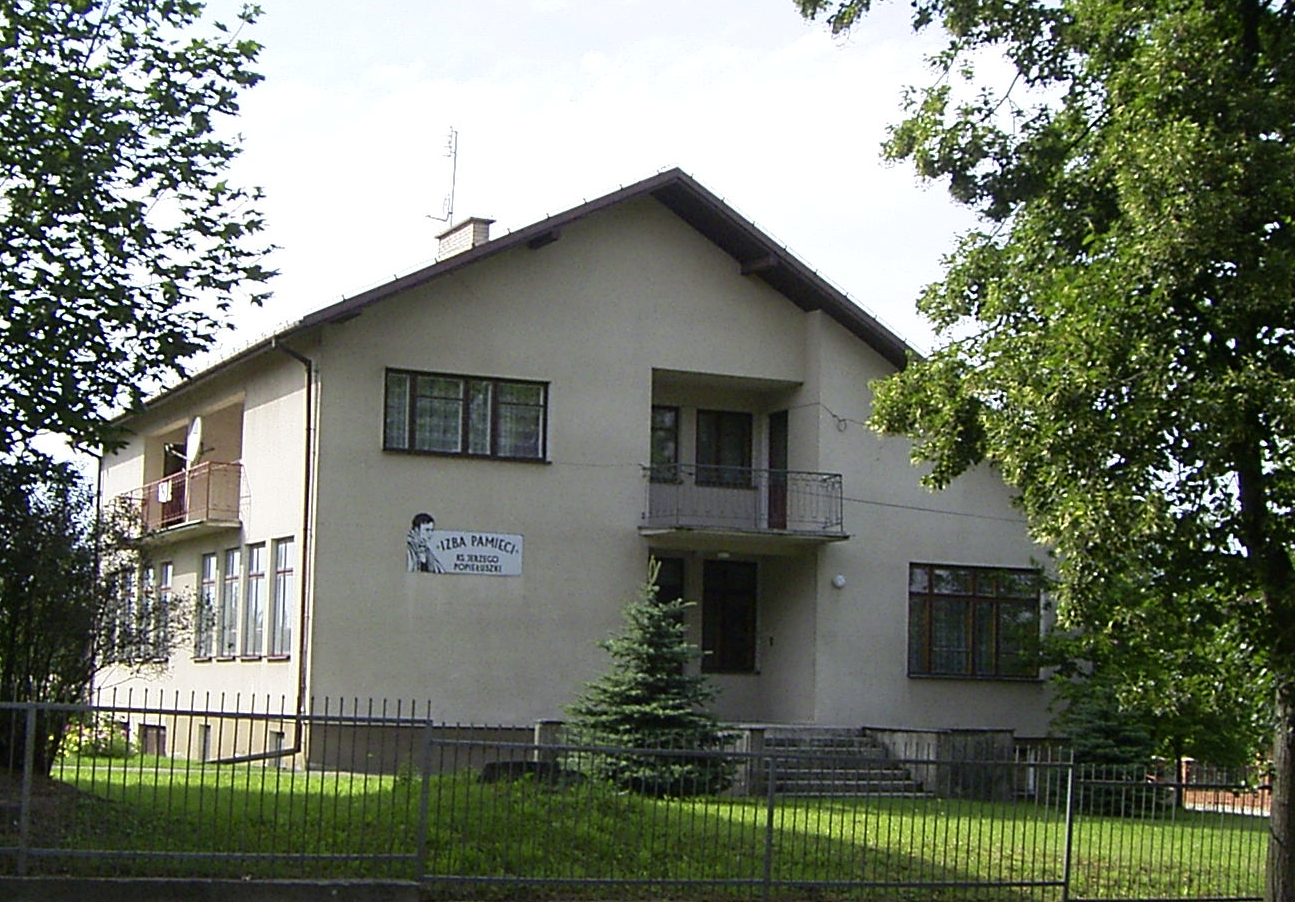